# Am Anschlag – Die Macht der Kränkung
Am Anschlag – Die Macht der Kränkung (Arbeitstitel und Titel im ORF: Die Macht der Kränkung) ist eine deutsch-österreichische Fernsehserie von Umut Dağ mit Murathan Muslu, Julia Koschitz, Johanna Wokalek und Antje Traue. Das Drehbuch von Agnes Pluch beruht auf der Grundidee des Sachbuches Die Macht der Kränkung von Reinhard Haller.
Die Erstausstrahlung der sechs Folgen erfolgte auf ZDFneo am 24. und 25. August 2021 mit je drei Episoden. Die komplette Miniserie wurde vorab am 20. August in der ZDFmediathek veröffentlicht. Im ORF wurde die Serie erstmals am 29. August und am 3. und 5. September 2021 jeweils in Doppelfolgen gezeigt. Auf Flimmit wurde die Serie am 22. August 2021 veröffentlicht.

## Handlung
Kern der Serie ist ein Amokszenario in einem Einkaufszentrum sowie die Vorgeschichte dazu. In jeder Episode wird je eine Figur in den Fokus gestellt, deren Schicksal und Kränkungen. Diese Figuren geraten immer mehr in einen Ausnahmezustand und könnten so zum Täter werden. Die Hauptfiguren werden eine Woche vor dem Ereignis abgeholt und bis zum Tag X begleitet. Im Laufe der Serie kristallisieren sich die Verbindungen zwischen den einzelnen Erzählsträngen heraus. Schnittpunkt ist das Einkaufszentrum, wo sich unterschiedliche Menschen verschiedener Gesellschaftsschichten und Altersgruppen begegnen.
Georg ist Mitarbeiter einer Sicherheitsfirma im Einkaufszentrum, seine Freundin Eva ist nach einem Unfall erblindet. Er befürchtet, die Liebe seiner Freundin zu verlieren und will ihr beweisen, dass er kein Versager ist und möchte zum Teamleiter aufsteigen. Dazu dopt er sich und hat bereits gesundheitliche Probleme, die sich mit plötzlichen Schmerzen in der Brust zeigen.
Mira arbeitet für eine Rückversicherung und ist als Kundin im Einkaufszentrum, sie wird dort von einer Gruppe Jugendlicher bestohlen. Nachdem Georg den Dieb stellt, gibt dieser an, von Georg misshandelt worden zu sein.
Saschi arbeitet als Friseurin im Einkaufszentrum, sie hat einen Teil des Vorfalls gefilmt und ist mit Mario, einem Kollegen von Georg liiert. Saschi fordert ihren Freund auf, Georg bei seinem Vorgesetzten zu melden, Mario möchte dies jedoch nicht.
Aufgrund des Vorfalls kommt Mira beinahe zu spät zur Präsentation ihres neuen Produktes vor dem Vorstand ihres Unternehmens. Ihr Kollege Richard, mit dem sie eine Affäre hat, droht sie dabei zu hintergehen.
Zu ihrer Mutter Ingeborg hat Mira ein angespanntes Verhältnis. Diese würde sich gerne mit ihrer Tochter aussöhnen, nachdem sie nach dem Tod ihres Mannes übers Internet eine neue Liebe in Japan gefunden hat und deswegen ins Ausland gehen möchte. Nachhilfeschüler Paul, der Ingeborg sehr nahe steht, ist verzweifelt, nachdem er dies erfährt.
Pauls alleinerziehende Mutter Sarah ist Ärztin in ihrer eigenen Praxis im dem Einkaufszentrum angeschlossenen Ärztezentrum. Nach der Trennung von ihrem Mann Erik hat sie sich finanziell und mit der Erziehung ihrer beiden Kinder übernommen und versucht ihre Überforderung mit Alkohol und Tabletten auszuhalten. Ihr Ex-Mann, ein Spitalsarzt, hätte gerne das Sorgerecht für die Tochter Fanny, die in der Schule gemobbt wird, und ist mit den Alimenten im Rückstand.
Lorenz arbeitet als Kellner eines Cafés im Einkaufszentrum und ist heimlich in Saschi verliebt. Er war zuvor wegen einer Straftat im Jugendgefängnis, wovon sein Dienstgeber jedoch nichts weiß.
Eva freundet sich mit ihrer Nachbarin Gül an, die ihren Mann wegen Gewalt in der Ehe verlassen hatte. Nachdem Georg feststellt, dass Güls Sohn Deniz eines der Mitglieder der Jugendbande ist, wird er von Deniz in Anwesenheit von Eva als aggressiver Schläger diffamiert. Georg droht die Liebe und den Respekt von Eva zu verlieren.
Georgs Kollege Mario lebt momentan von seiner Freundin Lydia und dem gemeinsamen Sohn getrennt. Auch er möchte Teamleiter werden. Er besitzt privat eine Pistole, die er auch manchmal zur Arbeit mitnimmt. Lydia wollte sich über eine gemeinsame Zukunft erst klar werden, hat aber schon einen neuen Freund. Mario and Georg gehen am Abend auch in denselben Box-Klub trainieren.
Oliver ist Ordinationsgehilfe bei Sarah. Als Medizinstudienabbrecher fühlt er sich unterfordert und stellt selbst Diagnosen. Als er bei Georg Anabolikakonsum feststellt und diesen davor warnt, kommt es zu einem Konflikt. Konfrontiert mit der Warnung Sarahs, dass sie die Ordination wegen ihrer finanziellen Notlage ohne Aussicht auf Hilfe der Bank bald schließen müsse, hilft Oliver mit 10.000 Euro aus und erhofft sich auch eine private Beziehung.

## Produktion und Hintergrund

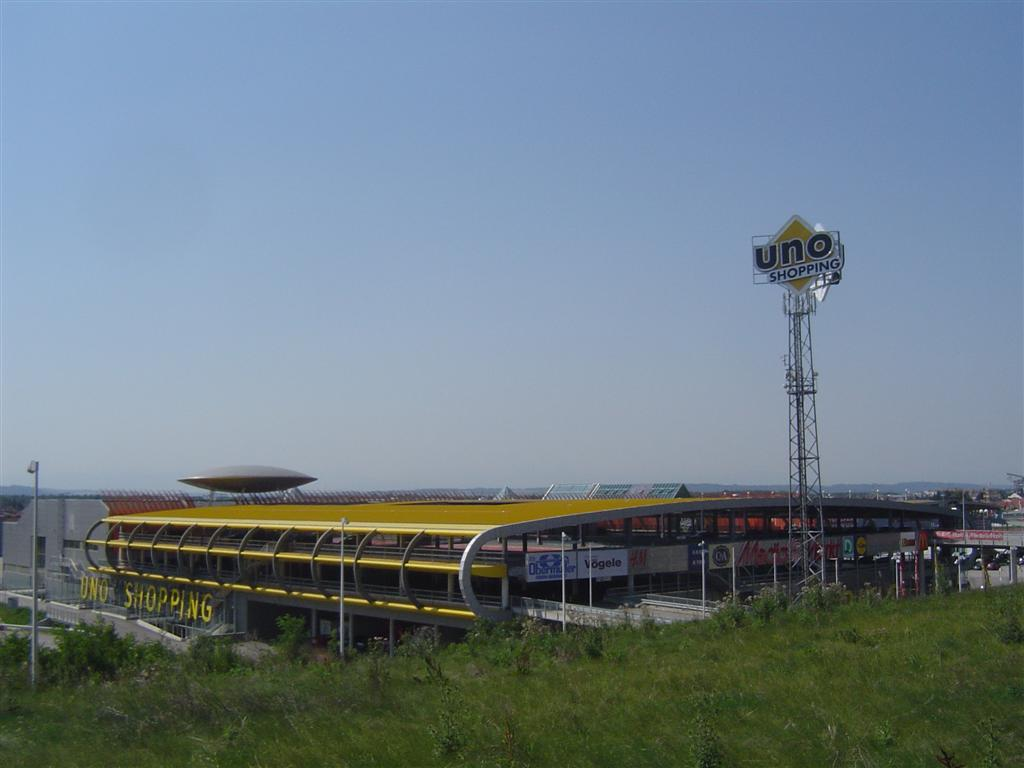
Einer der Drehorte: das Einkaufszentrum UNO Shopping in Leonding

Die Dreharbeiten fanden vom 15. September bis zum 27. November 2020 in Wien sowie in Linz und Umgebung statt. Drehort für die Sunshine City aus der Serie war das Einkaufszentrum UNO Shopping in Leonding.
Produziert wurde die Serie von der österreichischen Mona Film und der deutschen Tivoli Film der Produzenten Thomas Hroch und Gerald Podgornig in Koproduktion mit dem ZDF und Zusammenarbeit mit dem ORF. Unterstützt wurde die Produktion vom Fernsehfonds Austria und dem Filmfonds Wien.
Die Kamera führte Cristian Pirjol. Für das Szenenbild zeichnete Conrad Moritz Reinhardt verantwortlich, für das Kostümbild Caterina Czepek, für den Ton Roland Winkler und für die Maske Anette Keiser und Martin Geisler.
Für die Recherche zur Serie beschäftigte sich Drehbuchautorin Agnes Pluch neben den Büchern von Reinhard Haller und weiterer Fachliteratur mit realen Fällen wie dem Anschlag in München 2016 im Olympia-Einkaufszentrum. Reinhard Haller tritt in der Serie selbst in Erscheinung. Das Szenario in der letzten Episode entwickelt sich jedoch anders als in den genannten, geplanten Amokläufen hinsichtlich Verlauf und Motivation.
Anschließend an die ORF-Erstausstrahlung der beiden finalen Folgen am 5. September 2021 diskutierte Christoph Feurstein in einem Thema Spezial mit Reinhard Haller, der Trauma-Therapeutin Barbara Haid, Andrea Brem von den Wiener Frauenhäusern und Alexander Haydn von der Männerberatung darüber, welche Macht Kränkungen über uns haben.

## Episodenliste
| Nr. (ges.) | Nr. (St.) | Originaltitel | Erstveröffentlichung Deutschland |               |
| ---------- | --------- | ------------- | -------------------------------- | ------------- |
| 1          | 1         | Georg         | 24. Aug. 2021                    | 20. Aug. 2021 |
| 2          | 2         | Mira          | 24. Aug. 2021                    | 20. Aug. 2021 |
| 3          | 3         | Sarah         | 24. Aug. 2021                    | 20. Aug. 2021 |
| 4          | 4         | Ingeborg      | 25. Aug. 2021                    | 20. Aug. 2021 |
| 5          | 5         | Lorenz        | 25. Aug. 2021                    | 20. Aug. 2021 |
| 6          | 6         | Tag X         | 25. Aug. 2021                    | 20. Aug. 2021 |

## Rezeption

### Kritiken
Rainer Tittelbach vergab auf tittelbach.tv 5,5 von 6 Sternen und urteilte, dass die narrative Vielfalt, die hohe Qualität ihrer Darstellung und eine intelligente filmästhetische Erzählweise verhindern würden, dass Experten einem die Macht der Kränkung erklären müssen. Die Serie erzähle ihre zahlreichen Dramen mit den Mitteln eines analytischen Thrillers, indem bis zuletzt offenbleibt, welche Person der rund zehn potenziellen Täter Rot sieht.
Ähnlich positiv schrieb Oliver Jungen in der Frankfurter Allgemeinen Zeitung, dass eine zugleich packende wie nachdenkliche Miniserie gelungen sei. Bei experimentellen Konstruktionen bestünde immer die Gefahr, dass das Formprinzip die Erzähldynamik überlagert. Dass das hier nicht der Fall sei, liege daran, dass die reizvollen Sub-Plots in sich schlüssig bleiben, bildtechnisch überzeugend physisch anmuten und dabei raffiniert miteinander verwoben sind.
Dennis Müller dagegen meinte in der Süddeutschen Zeitung, dass die Serie zu sehr an der Oberfläche bliebe. Das Krimi-Rätsel würde zwar spannend erzählt und in hochwertigen Bildern und größtenteils ansprechenden Darstellerleistungen verpackt. Die Serie scheitere aber letztlich daran, in einem zu kurz gewählten Zeitraum kein wirklich erhellendes, umfassendes Bild von der Psyche eines Attentäters zu liefern.
Jan Freitag bezeichnete die Serie auf Tagesspiegel.de als „einen Höhepunkt des ablaufenden Fernsehjahres“. Oberflächlich betrachtet mag es um ein anregendes Whodunit für Krimifans gehen. Je länger wir fasziniert zusehen, desto deutlicher würde, um was es wirklich geht: toxische Männlichkeit. Alles in dieser aseptischen Alltagshölle sei dabei auf besonders für Frauen schmerzhafte Art nachvollziehbar und damit so real wie die dokufiktionalen Bestandteile, die ein ungemein wahrhaftiges Kammerspiel begleiten.

### Einschaltquote
Im ORF erreichte die erste Folge bei Erstausstrahlung 546.000 Zuschauer bei 19 Prozent Marktanteil, die ersten beiden Folgen erreichten durchschnittlich 520.000 Zuseher. Die einzelnen Episoden verfolgten im Schnitt bis zu 624.000 Zuseher, beim Thema Spezial-Talk waren bis zu 478.000 Seher bei einem Marktanteil von 19 Prozent dabei. In der TVThek erreichten die Live-Streams und Video-on-Demand-Angebote der Serie inklusive Thema Spezial laut Online-Bewegtbild-Messung (AGTT/GfK TELETEST Zensus) in Österreich insgesamt 103.000 zusammenhängende Nutzungsvorgänge (Nettoviews), 177.000 registrierte Videostarts (Bruttoviews) und ein Gesamtnutzungsvolumen von 4,7 Mio. Minuten.

## Auszeichnungen und Nominierungen
Jupiter-Award 2022
- Nominierung in der Kategorie Bester Darsteller (Kino, TV, Streaming) National (Murathan Muslu)
- Nominierung in der Kategorie Beste Darstellerin (Kino, TV, Streaming) National (Julia Koschitz)
- Nominierung in der Kategorie Beste Serie (TV & Streaming) National

Romyverleihung 2022
- Nominierung in der Kategorie beliebteste Schauspielerin Film (Julia Koschitz)[22]
- Nominierung in der Kategorie beliebteste Schauspielerin Film (Johanna Wokalek)[23]
- Nominierung in der Kategorie Entdeckung weiblich (Annika Wonner)[24]
- Nominierung in der Kategorie Beste Serie TV/Stream (Mona Film/Tivoli Film)[25]
- Nominierung in der Kategorie Bestes Drehbuch TV/Stream (Agnes Pluch)
- Auszeichnung in der Kategorie Beste Regie TV/Stream (Umut Dağ)[26]
- Nominierung in der Kategorie Beste Produktion

## Fortsetzung
Unter dem Titel Am Ende – Die Macht der Kränkung wurden im Jahr 2022 unter der Regie von Daniel Prochaska sechs weitere Folgen gedreht, wobei die Figuren und Handlungen neu und eigenständig sind. Die deutsche Veröffentlichung dieser Staffel ist für den 5. Mai 2023 in der ZDF Mediathek geplant, mit anschließenden TV-Ausstrahlungen auf ZDF Neo am 17. und 24. Mai.